# كنيسة المرسى
كنيسة المرسى، الواقعة في مدينة المرسى بالضاحية الشمالية بتونس، هي كنيسة كاثوليكية تم بناؤها في عام 1882 في فترة الاحتلال الفرنسي . وهي تستخدم حالياً ككنيسة فرعية للسيمنار القديم.

## وصف الكنيسة
لتشجيع قدوم السكان المسيحيين إلى القرية الصغيرة المرسى، الواقعة على بُعد مسافة قصيرة من كاتدرائية سانت لويس في قرطاج، قام الكاردينال شارل لافيجري ببناء سبع منازل صغيرة مربعة، تُسمى "المكعبات". ولتلبية احتياجات هذه العائلات الأوروبية ودار الأيتام التي تديرها الراهبات البيض، تم بناء كنيسة صغيرة في عام 1882.
رغم جميع جهود الكاردينال، لم يكن عدد السكان المسيحيين في المرسى كبيرًا أبدًا. ففي عام 1901، كان عدد الكاثوليك في الرعية 325، ثم ارتفع العدد ليصل إلى 1,100 نحو عام 1910 قبل أن ينخفض إلى 750 في عام 1942. ومع ذلك، كانت الكنيسة صغيرة جدًا بالنسبة للإقبال في أيام الأعياد. لهذا السبب، بدأ التفكير في بناء مكان عبادة أكبر  منذ عام 1913.

## بناء كنيسة جديدة
تم إنشاء لجنة جمع التبرعات في أوائل ثلاثينيات القرن الماضي بهدف جمع الأموال اللازمة لبناء كنيسة جديدة. وقد لاقت هذه المبادرة نجاحًا كبيرًا، وتم شراء قطعة أرض بالقرب من القصر الباي في فيفري 1933. لكن هذا الجوار لم يعجب الباي الذي تدخل لمنع بناء الكنيسة. بعد ذلك فكر الاساقفة في شراء قصر الخزندار، لكن تم التخلي عن الفكرة بسبب معارضة السلطات المسلمة. في عام 1940، تم اختيار قطعة أرض جديدة بالقرب من إقامة فرنسا، والتي تطل على خط المترو (TGM)، لكن الفكرة تم التخلي عنها بسبب عدم توفر مساحة كافية. وفي النهاية، في يناير 1941، تم الموافقة على موقع بمساحة 1,680 متر مربع من قبل جميع الأطراف المعنية.
تحت رعاية القديس شارل، تم وضع أول حجر أساس للكنيسة الجديدة في 10 أوت 1941 وفقًا للخطط التي رسمها المعماري دوفو. ومع ذلك، تم استبداله بسرعة بغاستون غلورييه بسبب قلة حماس المقيم العام جان-بيير إستيفا تجاه المشروع المعروض. هذه التأخيرات كانت مكلفة، واضطُرَّت لجنة جمع التبرعات إلى إعادة إطلاق حملات جمع الأموال عدة مرات لمنع توقف الأعمال. ومع ذلك، لم يكن بإمكانها فعل شيء أمام اندلاع الأعمال العسكرية خلال الحملة التونسية بين 1942 و1943. لم تُستأنف الأعمال إلا في عام 1948، لكن التعديلات الجديدة التي أجراها المعماري الذي توفي في 1943 تأخرت مرة أخرى تقدم المشروع، إلى درجة أن تقرير المعاينة في عام 1955 حذر السلطات من حالة القضبان المعدنية التي كانت قد تآكلت بالكامل وأصبحت تشكل خطرًا على استقرار البناء. في النهاية، لن يُكتمل المبنى أبدًا.
|      | المعموديات | حفلات الزفاف | الدفن |
| ---- | ---------- | ------------ | ----- |
| 1900 | 7          | 4            | 1     |
| 1910 | 6          | 2            | 1     |
| 1920 | 26         | 3            | 1     |
| 1930 | 9          | 4            | 8     |
| 1940 | 13         | 7            | 4     |
| 1950 | 41         | 7            | 8     |
| 1960 | 6          | 0            | 3     |
| 1970 | 19         | 4            | 0     |
| 1980 | 5          | 2            | 0     |
| 1990 | 8          | 1            | 1     |

## البناء بعد الاستقلال
تُبرر صعوبات بناء الكنيسة الجديدة استمرار النشاط في كنيسة المرسى على الرغم من مساحتها الضيقة. في عام 1906، تم إصلاح النوافذ الزجاجية الملونة. في عام 1914، انتقل السيمنار الصغير إلى الفيلا المجاورة واستقبل الطلاب حتى عام 1960.
أدى استقلال البلاد في عام 1956 والتأميم للأراضي الأوروبية في 12 ماي 1964 إلى مغادرة العديد من الأوروبيين. وقد أخذ الاتفاق المبرم بين الحكومة التونسية والفاتيكان في 10 يوليو بعين الاعتبار اختفاء المجتمع المسيحي. تم تسليم الكنيسة الجديدة للقديس شارل في المرسى، التي لم تكتمل أبدًا، إلى الحكومة التونسية مع ضمان أنه لن يتم استخدامها إلا لأغراض ذات مصلحة عامة تتماشى مع غايتها السابقة. أما الكنيسة القديمة، فقد تم نسيانها.
يحتضن السيمنار الصغير القديم الآن رئاسة الأساقفة التي تستخدم الكنيسة القديمة كمكان للعبادة. أما الكنيسة القديمة للقديس شارل، فهي مغلقة حاليًا
.

## الأساقفة المسئولون عن الكنيسة
- الأب ليينو (1890-1892) ؛
- الأب بورداي (1905-1919) ؛
- الأب ليموند (1924-1926) ؛
- الدير دي ستيفانو (1926-1944) ؛
- الأباتي ديكروا (1944-1950) ؛
- رئيس دير فوريير (1950-1954) ؛
- الأباتي دي ستيفانو (1954-1964).

## الملاحظات والمراجع
1. 1 2  (Dornier 2000, p. 209).
2. ↑  قالب:Bibliographie.
3. ↑  (Ouerghemmi 2011, p. 70).
4. ↑  (Ouerghemmi 2011, p. 72).
5. ↑  (Ouerghemmi 2011, p. 340).
6. ↑  Dornier 2000، صفحة 633.
7. ↑  (Dornier 2000, p. 600).
8. ↑  "Modus vivendi entre le Saint Siège et la République tunisienne" (PDF). iuscangreg.it. اطلع عليه بتاريخ 3 mai 2017. {{استشهاد ويب}}: تحقق من التاريخ في: |تاريخ الوصول= (مساعدة).
9. ↑  (Dornier 2000, p. 211).
10. ↑  (Ouerghemmi 2011, p. 392).